# Ghirișa
Ghirișa – wieś w Rumunii, w okręgu Satu Mare, w gminie Beltiug. W 2011 roku liczyła 724 mieszkańców. 